# Im Jong-ung
Im Jong-ung (hangul: 임영웅, hanča: 林英雄, anglický přepis: Lim Young-woong) je jihokorejský trotový zpěvák, youtuber a herec. V roce 2016 podepsal smlouvu s Mulgogi Music a debutoval svou písní "Hate you". O čtyři roky poté vystupoval v soutěži Mistr Trot, kde se umístil na prvním místě. Jeho nejpopulárnější písní je "My Starry Love" (별빛 같은 나의 사랑아). Je také prvním trotovým zpěvákem, který získal Golden Play Button za dosažení 1 milionu odběratelů na jeho hlavním YouTube kanále.
Mezi roky 2020-2021 účinkoval v pěveckém pořadu Romantic Call Centre a v reality show s pěveckým zaměřením Mulberry Academy. Také v roce 2020 dělal porotce v soutěži Miss Trot 2, hosta v pořadu Hidden Singer a je pozváván do pěveckých show SBS Inkigayo, The Show, The Trot Show nebo Show! Music Core.

### Sociální sítě Im Jong-unga
- oficiální instagram
- druhý oficiální instagram
- oficiální twitter
- oficiální youtube kanál
- oficiální facebook